# Le Quai des brumes (film)
Pour les articles homonymes, voir Le Quai des brumes.
Pour plus de détails, voir Fiche technique et Distribution.
Le Quai des brumes est un film français réalisé par Marcel Carné, sorti en 1938, rattaché à la veine du réalisme poétique, adapté du roman Le Quai des brumes de Pierre Mac Orlan publié en 1927.
Récompensé du prix Louis-Delluc en 1938, le film marque la troisième collaboration entre Carné et Jacques Prévert, après Jenny et Drôle de drame. Il met en vedette Jean Gabin, Michel Simon, Michèle Morgan et Pierre Brasseur. Il est devenu un classique du cinéma français. C'est dans ce film que se trouve la célèbre réplique de Jean Gabin à Michèle Morgan : « T'as d'beaux yeux, tu sais. »
Le titre est parfois écrit « Quai des brumes ».

## Synopsis
Jean, un déserteur de l'armée coloniale, arrive au Havre d'où il veut quitter la France. Dans le bistrot de Panama, un original, il fait la connaissance de Nelly, jeune fille mélancolique terrorisée par son tuteur Zabel qu'elle soupçonne d'avoir assassiné Maurice, son amant. Pour défendre Nelly, Jean tue Zabel. Alors qu'il s'enfuit pour rejoindre le bateau qui doit l'emmener vers le Venezuela, il est assassiné par Lucien, un jeune truand local dont il s'est attiré la haine.

## Fiche technique
- Titre : Le Quai des brumes
- Réalisation : Marcel Carné
- Scénario : Jacques Prévert, adaptation du roman Le Quai des brumes de Pierre Mac Orlan (Gallimard, 1927)
- Photographie : Eugen Schüfftan
- Cadreur : Louis Page, assisté de Marc Fossard et Henri Alekan
- Décors : Alexandre Trauner assisté de Paul Bertrand
- Son : Antoine Archimbaud
- Musique : Maurice Jaubert
- Montage : René Le Hénaff, assisté de A. Chourat
- Assistants réalisateurs : Claude Walter et Guy Lefranc
- Maquillage : Paule Déan
- Photographe de plateau : Roger Kahan
- Régisseur général : Mme Goulian
- Costumes : Chanel
- Production : Gregor Rabinovitch
- Directeur de production : Simon Schiffrin
- Société de production : Ciné-Alliance
- Affiche : Clément Hurel
- Sociétés de distribution : Ciné Alliance Mondial - Les Films Osso
- Pays de production :  France
- Tournage : janvier et février 1938
- Lieux de tournages : Studios de Joinville ; Le Havre pour les extérieurs, extrémité ouest du môle central, Quai de Saône (Lyon)
- Format : Noir et blanc - 35 mm - 1,37:1 - Système sonore, RCA Photophone System
- Genre : Drame
- Durée : 91 minutes
- Date de sortie : 
  - France : 17 mai 1938 (première à Paris) ou 18 mai 1938 (Source Musée Jean Gabin à Mériel)

## Distribution
- Jean Gabin : Jean, le déserteur
- Michèle Morgan : Nelly, la jeune fille sous tutelle
- Michel Simon : Zabel, le tuteur de Nelly
- Pierre Brasseur : Lucien Le Gardier, chef de bande
- Édouard Delmont : Panama, le patron de l'auberge
- Aimos : Quart-Vittel
- Robert Le Vigan : Michel Krauss, le peintre
- René Génin : Docteur Mollet
- Marcel Pérès : Le chauffeur du camion
- Jenny Burnay : Une fille, amie de Lucien
- Roger Legris : Le garçon d'hôtel
- Martial Rèbe : Le client
- Léo Malet : un soldat (non crédité)
- Marcel Melrac (non crédité)
- Raymond Pélissier (non crédité)
- Gaby Wagner : une complice (non crédité)
- Jacques Soukoff : homme de main de Lucien
- Claude Walter : « L'orphelin » (non crédité)
- Raphaël : Bébé, le deuxième complice (non crédité)
- Le chien Kiki[3]

## Production

### Inspiration
Marcel Carné a expliqué dans ses Mémoires les circonstances dans lesquelles est né le projet de réaliser un film adapté du roman de Pierre Mac Orlan publié en 1927 : c'est Raoul Ploquin, responsable des films français pour l'UFA, qui avait demandé au réalisateur de Drôle de drame s'il n'avait pas un sujet de film à proposer à Jean Gabin, alors sous contrat avec la firme allemande. Carné proposa Le Quai des brumes.
Gabin et Ploquin, après lecture, estimèrent que l'on pouvait en tirer un film intéressant. Jacques Prévert, qui aimait beaucoup le roman, accepta de participer au projet.

### Scénario
L'action du roman adapté se passe pour l'essentiel à Paris dans le quartier de Montmartre (et notamment au Lapin Agile) vers 1910. Mais, après avoir visité les studios de l'UFA, Marcel Carné craignit que la reconstitution des lieux en studio ne fasse trop lourde, trop théâtrale, et décida avec Jacques Prévert de déplacer l'action du film dans un port. Ils optèrent pour le port de Hambourg.
En France, le scénario passa le cap de la censure, mais le représentant du ministère de la Guerre demanda que le mot « déserteur » ne fût pas prononcé dans le film.

#### L'adaptation du roman
Outre le cadre de l'action, Jacques Prévert modifia un certain nombre d'éléments du roman. Ainsi :
- le personnage interprété par Jean Gabin est la synthèse de deux personnages de Mac Orlan : Jean Rabe, le dessinateur bohème qui s'engage dans l'armée pour échapper à la faim et qui se fait tuer en tentant d'assassiner son capitaine, et Marcel Lannois, un soldat déserteur qui, poussé lui aussi par la misère, finit par intégrer à nouveau l'armée sous la fausse identité qu'il avait adoptée après sa désertion ;
- le personnage de Nelly (Michèle Morgan), qui dans le film est un « idéal d'innocence[7] », quoiqu'elle ait été la maîtresse d'un voyou, était dans le roman une « fille de dancing », qui décide de basculer dans la prostitution ;
- quant à son tuteur (Michel Simon), il remplace le boucher assassin du roman qui tuait non par amour, mais par appât du gain ;
- le personnage de l'artiste Michel Kraus (Robert Le Vigan), est en revanche très proche du personnage tel que l'avait conçu Mac Orlan, jusque dans ses répliques, qui pour certaines sont directement issues du roman.

### Choix des interprètes
Marcel Carné avait dès le début du projet envisagé de confier le rôle de Nelly à Michèle Morgan, qu'il avait vue dans Gribouille (1937) de Marc Allégret, mais celle-ci était déjà engagée pour le tournage d'un autre film du même réalisateur, Orage (1938).
Les retards pris sur la production du film permirent à Michèle Morgan, qui avait terminé le tournage d'Orage, d'intégrer celui du Quai des brumes.

### Tournage
Le film ne put être tourné à Hambourg, les services de la propagande allemande ayant exprimé de fortes réserves sur le film.
Raoul Ploquin expliqua à Carné que Joseph Goebbels lui-même s'était montré particulièrement hostile à cette histoire de déserteur. L'UFA refusa donc le tournage du film, dont les droits furent rachetés, en même temps que le contrat qui liait Gabin à la firme allemande, par le producteur Gregor Rabinovitch.
Marcel Carné nota dans ses Mémoires ce qu'avait de singulier cette transaction : quatre producteurs s'étaient proposés pour racheter les droits du film, et l'UFA choisit parmi eux le seul qui fût juif (et qui avait fui l'Allemagne nazie en 1933).
Le cadre choisi fut finalement le port du Havre à cause aussi d'un manège d'autos tamponneuses, inédit à Paris.

## Accueil

### Critique
Les critiques du Quai des brumes dans la presse furent dans l'ensemble élogieuses, se souvient Marcel Carné, mais ne furent pas unanimes.
Les critiques négatives eurent comme origine des journaux et revues politisés (de droite comme de gauche) : ainsi, Lucien Rebatet manifesta son hostilité pour le film dans les colonnes de L'Action française, tandis que Georges Sadoul dénonçait dans L'Humanité la « politique de chien crevé au fil de l'eau » véhiculée selon lui par Le Quai des brumes.
Par ailleurs — comme expliqué par Carné dans ses Mémoires —, Jean Renoir provoqua la colère de Jacques Prévert (avec lequel il avait travaillé en 1936 pour Le Crime de monsieur Lange) pour avoir qualifié Le Quai des brumes de « film fasciste ».

### Box-office
Le Quai des brumes fut un succès auprès du public lors de sa sortie en salles en 1938. Par exemple, le film rapporta 509 000 francs à la salle de cinéma Marivaux, constituant un record en battant les recettes de La Grande Illusion et de Un carnet de bal.
À partir de 1945, Le Quai des brumes a cumulé 2,5 millions d'entrées grâce aux ressorties du long-métrage depuis cette période.

### Censure
Le film fut interdit aux moins de 16 ans lors de sa ressortie en salles en mai 1946, et interdit sous l'Occupation par la censure française,. Il devra attendre mai 2011 pour obtenir la classification tous publics,. 
Le film sortit en Italie avec des dialogues modifiés par la censure fasciste, qui transforma le personnage de Jean Gabin (un déserteur) en un militaire en permission.

## Récompenses
- Prix Louis-Delluc 1939.
- Grand Prix national du cinéma français 1939.[réf. nécessaire]
- Prix Méliès de l'Académie du film (ex æquo avec La Bête humaine de Jean Renoir).[réf. nécessaire]
- Mostra de Venise 1938 : recommandation spéciale à Marcel Carné pour la réalisation[16].
- (en) National Board of Review Award 1939 du Meilleur film étranger[16].

## Autour du film

### T'as d'beaux yeux, tu sais.

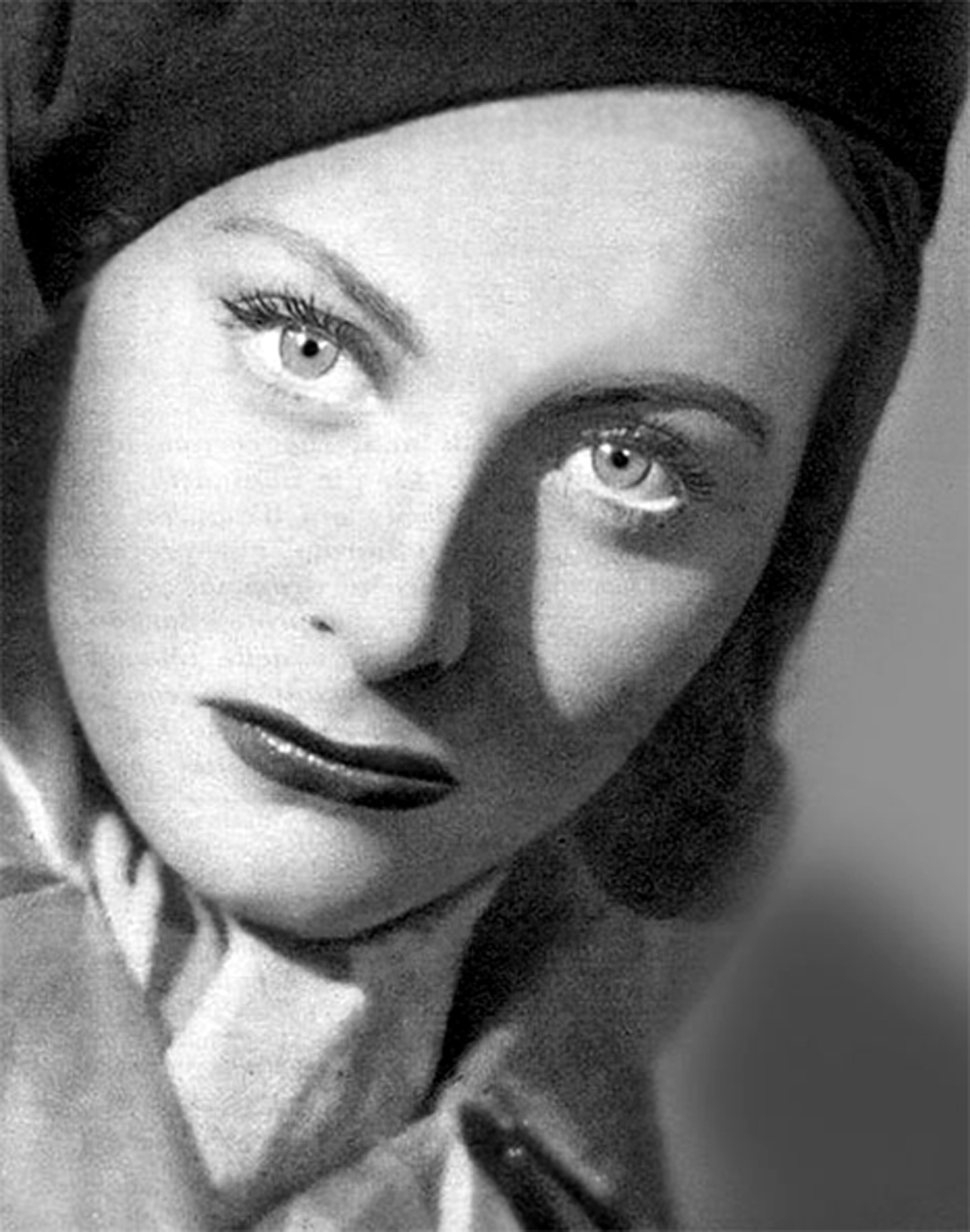
Michèle Morgan en 1938.

C'est dans ce film qu'on trouve la célèbre réplique entre Jean Gabin (Jean) et Michèle Morgan (Nelly), qui furent également amants à la ville :
Jean : « T'as d'beaux yeux, tu sais. »
Nelly : « Embrassez-moi. » (il l'embrasse)
Jean : « Nelly ! »
Nelly : « Embrasse-moi encore. »

### Autres répliques
On trouve également d'autres répliques savoureuses, comme : « Vaut mieux avoir cette tête-là que pas de tête du tout », prononcée par Michel Simon ou cet aphorisme : « Les grandes décisions doivent être prises devant des petits flacons » adressé à Jean Gabin par René Génin.